# 太陽系外惑星探査プロジェクトの一覧
太陽系外惑星探査プロジェクトの一覧（たいようけいがいわくせいたんさプロジェクトのいちらん）では、太陽系外惑星探査プロジェクトについて記述する。太陽系外惑星は地上および宇宙空間から様々な方法を用いて発見されてきた。その中には、既存の望遠鏡に設置された専用の装置を用いたサーベイ観測や、系外惑星の検出専用に設置された望遠鏡を用いたプロジェクトなどによって発見されたものが多数存在する。ここでは、そのような系外惑星の発見・探査を目的としたプロジェクトを列挙する。一覧の中には、系外惑星の新規発見ではなく追加観測を主目的としたものや、系外惑星の発見・観測が主目的ではないもののプロジェクトの一環として系外惑星科学分野への貢献があるものも含まれている。
なお、系外惑星の発見個数は NASA Exoplanet Archiveの2019年2月時点のデータに基づく。

## 地上観測プロジェクト

### 稼働中または計画中
| プロジェクト名                             | 状態            | 発見 個数 | 注釈・リンク |
| ------------------------------------------ | --------------- | --------- | --- |
| アングロ・オーストラリアン惑星探査 (AAPS)  | 稼働中          | 35        | 3.9mアングロ・オーストラリアン望遠鏡のUCLES分光器を使用した視線速度サーベイ。 |
| 自動惑星検出望遠鏡 (APF)                   | 稼働中          | 1         | リック天文台の 2.4 m 望遠鏡と専用の分光器からなる視線速度観測システム。別名 Rocky Planet Finder。 |
| カール・セーガン研究所                     | 稼働中          | 0         | コーネル大学が設置母体。 |
| CARMENES                                   | 稼働中          | 5         | カラーアルト天文台の 3.5 m 望遠鏡に設置された視線速度観測用可視光赤外線分光器。Calar Alto high-Resolution search for M dwarfs with Exoearths with Near-infrared and optical Échelle Spectrographs の略称。     |
| CORALIE                                    | 稼働中          | 45        | 1.2 m レオンハルト・オイラー望遠鏡に設置された視線速度観測用分光器。 |
| East-Asian Planet Search Network (EAPSNet) | 稼働中          | 1         | 中国、日本、韓国の 2 m 級望遠鏡を用いたプロジェクト。 |
| EPICS                                      | 計画中 (2025年) |           | 欧州超大型望遠鏡に設置予定。 |
| ESPRESSO                                   | 稼働中          |           | VLTに設置された視線速度観測用の分光器。 |
| EXPRES                                     | 稼働中          |           | ディスカバリーチャンネル望遠鏡に設置された分光器。EXtreme PREcision Spectrograph の略称。 |
| FINDS Exo-Earths                           | 稼働中          |           | リック天文台の 3 m 望遠鏡に設置された分光器。Fiber-Optic Improved Next-Generation Doppler Search for Exo-Earths の略称。                                                                                       |
| ジェミニプラネットイメージャー (GPI)       | 稼働中          | 2         | チリの 8.1 m 口径のジェミニ南望遠鏡に設置された撮像装置。 |
| ジュネーブ太陽系外惑星探査                 | 稼働中          |           | ジュネーブ天文台が中心となって行っている複数の系外惑星探査プロジェクトの総称。HARPS や HARPS-N などを含む。 |
| HARPS                                      | 稼働中          | 172       | ラ・シヤ天文台の 3.6 m 望遠鏡に設置された視線速度観測用の分光器。 |
| HARPS-N                                    | 稼働中          | 15        | カナリア諸島・ロケ・デ・ロス・ムチャーチョス天文台の国立ガリレオ3.58 m 望遠鏡に設置された分光器。HAPRS と同様の装置を用いた北半球版のプロジェクト。                                                            |
| HATネット                                  | 稼働中          | 57        | トランジット観測用小型望遠鏡のネットワーク |
| HAT-South                                  | 稼働中          | 57        | HATネットの南半球版。 |
| HEK                                        | 稼働中          | 0         | ケプラーによる観測データを元に系外衛星を探査するプロジェクト。系外衛星候補天体のケプラー1625b Iを報告している。                                                                                                |
| HiCIAO                                     | 稼働中          | 2         | すばる望遠鏡に設置されたコロナグラフ HiCIAO (High-Contrast Coronographic Imager for Adaptive Optics、ハイチャオ) を使用。                                                                                      |
| HIRES                                      | 稼働中          | 162       | ケック天文台の 10 m 望遠鏡に設置された分光器。High Resolution Echelle Spectrometer の略称。 |
| HPF                                        | 稼働中          |           | マクドナルド天文台ホビー・エバリー望遠鏡に設置された分光器で、系外惑星の観測を主目的とする。 |
| KMTNet                                     | 稼働中          | 4         | セロ・トロロ汎米天文台、南アフリカ天文台、サイディング・スプリング天文台に設置された 1.6 m 望遠鏡を用いた重力マイクロレンズ法での探査。Korea Microlensing Telescope Network の略称。                           |
| LCES                                       | 稼働中          | 1+        | ケック天文台の 10 m 望遠鏡を使用。Lick–Carnegie Exoplanet Survey の略称。元は1987年にリック天文台でジェフリー・マーシーやポール・バトラーによって開始された系外惑星探査プロジェクトである。                    |
| マゼラン                                   | 稼働中          | 9         | 6.5 m マゼラン望遠鏡を使用。 |
| MARVELS                                    | 稼働中          | 0         | スローン・デジタル・スカイサーベイ (SDSS) の SDSS-III の一環として行われている系外惑星探査プロジェクト。Multi-object APO Radial Velocity Exoplanet Large-area Survey の略称。                                  |
| MASCARA                                    | 稼働中          | 1         | ライデン大学が主導するトランジット惑星探査で、ロケ・デ・ロス・ムチャーチョス天文台とラ・シヤ天文台に設置された口径 2.4 cm カメラを使用。Multi-site All-Sky CAmeRA の略称。                                     |
| MEarth                                     | 稼働中          | 3         | 赤色矮星を対象としたトランジット惑星探査。 |
| MOA                                        | 稼働中          | 24        | 日本とニュージーランドの各研究機関による重力マイクロレンズ観測プロジェクト。 |
| MINERVA                                    | 稼働中          | 0         | アリゾナ州のフレッド・ローレンス・ホイップル天文台にある複数の望遠鏡からなる系外惑星観測システム。MINiature Exoplanet Radial Velocity Array の略称。                                                           |
| MuSCAT                                     | 稼働中          |           | 岡山天体物理観測所1.88メートル望遠鏡に設置された撮像装置。惑星トランジットの観測などに用いられている。 |
| MuSCAT2                                    | 稼働中          |           | カナリア諸島テイデ天文台1.52メートル望遠鏡に設置された撮像装置で、MuSCATを元に開発された。既知の系外惑星候補が起こすトランジットを多色同時観測することを主な目的としている。                                   |
| N2Kコンソーシアム                          | 稼働中          | 7         | 日本、アメリカ、チリの天文学者によるプロジェクト。ケック天文台、マゼラン望遠鏡、すばる望遠鏡などを使用。 |
| NEID                                       | 稼働中          | 0         | キットピーク国立天文台のWIYN 3.5m望遠鏡に設置された視線速度測定用の分光器。 |
| NESSI                                      | 稼働中          | 0         | ニューメキシコ州のマグダレナ・リッジ天文台 2.4 m 望遠鏡を使用。New Mexico Exoplanet Spectroscopic Survey Instrument の略称。                                                                                   |
| NGTS                                       | 稼働中          | 3         | パラナル天文台の 20 cm 望遠鏡を使用したトランジット惑星サーベイ。Next-Generation Transit Survey の略称。 |
| 岡山惑星探査プログラム (OPSP)              | 稼働中          | 23        | 岡山天体物理観測所の 1.88 m 望遠鏡に設置された高分散エシェル分光器 (HIDES) を使用。 |
| OGLE                                       | 稼働中          | 50        | ワルシャワ大学が中心になっている重力マイクロレンズ観測プロジェクト。初期にはトランジット法による観測も行っていた。発見個数にはトランジット法による検出も含む。                                                 |
| プラネットハンターズ                       | 稼働中          | 3         | アマチュア天文家による、ケプラーのデータを用いた市民科学プロジェクト。ズーニバースも参照。 |
| PARAS                                      | 稼働中          | 0         | インド・アーブー山の 1.2 m 望遠鏡を使用。インド物理学研究所 (PRL) が設置母体で、PRL Advanced Radial-velocity All-sky Search の略称。                                                                           |
| PEST                                       | 稼働中          |           | オーストラリアのパースに設置された惑星トランジット観測用の口径12インチ（30センチメートル）望遠鏡。他のプロジェクトが検出した惑星候補のフォローアップ観測に協力している。                                       |
| Project 1640                               | 稼働中          | 0+        | パロマー天文台のヘール望遠鏡に設置の分光器とコロナグラフを使用。 |
| Qatar Exoplanet Survey (QES)               | 稼働中          | 5         | ニューメキシコ州の小型望遠鏡を使用したトランジットサーベイ。 |
| 地球外知的生命体探査 (SETI)                | 稼働中          | 0         | SETIの一環として、既知の系外惑星を対象に観測が行われている。 |
| SOPHIE                                     | 稼働中          | 24        | オート＝プロヴァンス天文台の 1.93 m 望遠鏡に設置された分光器。Spectrographe pour l’Observation des Phénomènes des Intérieurs stellaires et des Exoplanètes の略称。ELODIE の後継に当たる。                     |
| SPHERE                                     | 稼働中          | 0         | VLTに設置された補償光学系とコロナグラフ。Spectro-Polarimetric High-contrast Exoplanet REsearch の略称。 |
| SPECULOOS                                  | 試験運用        | -         | パラナル天文台の4基の 1 m 級望遠鏡からなるトランジット観測システム。Search for habitable Planets EClipsing ULtra-cOOl Stars の略称で、超低温矮星をターゲットとする。TRAPPIST の後継に当たる。                  |
| SPIRou                                     | 稼働中          | 0         | マウナケア天文台群のカナダ・フランス・ハワイ望遠鏡に設置された近赤外線分光器で、視線速度法による観測や惑星大気の観測を目的とする。この装置を用いた大規模サーベイとして SPIRou Legacy Survey (SLS) が行われる。 |
| スーパーWASP (WASP)                        | 稼働中          | 141       | ロケ・デ・ロス・ムチャーチョス天文台と南アフリカ天文台にある 20 cm 望遠鏡を使用した惑星トランジット観測ネットワーク。                                                                                          |
| Systemic                                   | 稼働中          | 0         | アマチュア天文家による探査プロジェクト。 |
| TRAPPIST                                   | 稼働中          | 7         | リエージュ大学の研究者を中心とした 60 cm 望遠鏡を用いたトランジット法による探査プロジェクト。Transiting Planets and Planetesimals Small Telescope の略称。SPECULOOS のプロトタイプに当たる。                   |
| Veloce                                     | 稼働中          | 0         | アングロ・オーストラリアン天文台3.9メートル望遠鏡にUCLESの後継として設置された分光器で、視線速度法による系外惑星の観測を主要な目的としている。                                                                 |
| XOプロジェクト                             | 稼働中          | 6         | ハワイ州・マウイ島のハレアカラにある 20 cm 望遠鏡を使用した惑星トランジット観測プロジェクト。 |
| ZIMPOL/CHEOPS                              | 稼働中          | 0         | VLTの偏光撮像装置を使用。SPHERE のシステムの一部でもある。Zurich Imaging Polarimeter/CHaracterizing Exo-planets by Opto-infrared Polarimetry and Spectroscopy の略称。                                         |

### 終了したプロジェクト
| プロジェクト名                        | 状態      | 発見 個数 | 注釈・リンク |
| ------------------------------------- | --------- | --------- | --- |
| ELODIE                                | 終了 2006 | 17        | オート＝プロヴァンス天文台の 1.98 m 望遠鏡に設置されていた分光器。1995年のペガスス座51番星bの発見に用いられた。2006年に運用を終え、後継のSOPHIEに交代した。                     |
| KELT                                  | 終了 2020 | 26        | 口径 4.2 cm 小型自動望遠鏡2台を使用したトランジット法の探査。2020年3月に系外惑星の検出を目的とした観測を終了。                                                                  |
| Lick Planet Search                    | 終了 2011 |           | リック天文台で1987年に始まった視線速度法による系外惑星サーベイで、3メートル望遠鏡のハミルトン分光器を用いた。最初期の系外惑星の観測に貢献した。2011年に分光器の故障に伴い終了。 |
| MicroFUN                              | 終了 2009 | 10        | MOA や OGLE のフォローアップ観測を目的としたプロジェクト。2009年1月に PLANET に統合。                                                                                           |
| PlanetPol                             | 終了      | 0         | ウィリアム・ハーシェル望遠鏡に設置された偏光計を使用。惑星の新規発見は無かったが、複数の惑星のアルベドの観測を行った。                                                          |
| すばる望遠鏡SEEDSプロジェクト (SEEDS) | 終了 2015 | 1+        | すばる望遠鏡の補償光学系と HiCIAO を組み合わせた原始惑星系円盤と系外惑星の直接撮像を行うプロジェクト。主なサーベイは2015年に完了。                                              |
| TrES                                  | 終了      | 5         | 惑星トランジット観測ネットワーク。Trans-Atlantic Exoplanet Survey の略称。 |

## 宇宙空間からの探査プロジェクト

### 過去と現在
| 名称     | 打上日          | 終了日          | 発見個数        | 候補  | 注釈・リンク |
| -------- | --------------- | --------------- | --------------- | ----- | --- |
| MOST     | 2003年 6月20日  | 2019年 3月      | 1>              | 0     | 星震学研究を目的とした宇宙機だが、惑星トランジットの観測も行った。2019年3月に運用終了。                                                                       |
| EPOXI    | 2005年 7月21日  | 2013年 8月8日   | 0               | 0     | 彗星探査機ディープ・インパクトの延長ミッション。 |
| SWEEPS   | 2006年          | 2006年          | 2               | 14    | ハッブル宇宙望遠鏡を用いた7日間にわたるいて座領域でのサーベイプロジェクト。                                                                                   |
| COROT    | 2006年 12月27日 | 2012年 11月2日  | 31              | 557   | 恒星の変光および惑星のトランジットの検出を目的とした宇宙機。褐色矮星を含めると37個を発見。                                                                    |
| ケプラー | 2009年 3月7日   | 2013年 8月15日  | 2,337           | 2,424 | 発見個数、候補天体個数は NASA Exoplanet Archive の統計ページより。                                                                                            |
| K2       | 2013年 11月18日 | 2018年 10月30日 | 359             | 472   | ケプラーのリアクションホイール故障後の延長ミッション。他にマイクロレンズでの候補が627個ある。                                                                 |
| ガイア   | 2013年 12月19日 | 稼働中          | 0               | 0     | 位置天文学用の宇宙機。 |
| ASTERIA  | 2017年 8月14日  | 2019年 12月5日  | 0               | 0     | キューブサットを用いた技術実証機。 |
| TESS     | 2018年 4月18日  | 稼働中          | 67              | 2174  | 2年のミッション中にトランジット法でほぼ全天を探査する宇宙機。少なくとも3,000個の新規発見が見込まれている。                                                    |
| CHEOPS   | 2019年 12月18日 | 稼働中          | 0               | 0     | 系外惑星の形成や大気の探査、スーパー・アースの特徴付けなどを主目的とした宇宙機。観測時間の20%が外部の研究者に開放される。既知の系外惑星を観測対象としている。 |
|          |                 |                 | 2,736 (計3,916) | 3,467 | [ 57 ] |

### 計画中
| 名称                           | 打上日       | 目的                                                                                        | 期間       |
| ------------------------------ | ------------ | ------------------------------------------------------------------------------------------- | ---------- |
| ジェイムズ・ウェッブ宇宙望遠鏡 | 2021年       | 発見済みの系外惑星の大気の観測と、木星サイズの惑星の発見。                                  | 5 (+ 5) 年 |
| PLATO                          | 2026年       | 主に太陽型星を公転する岩石惑星の探査と特徴付けを目的とする。                                | 4 (+4) 年  |
| ARIEL                          | 2028年       | トランジット法を用いて系外惑星を観測し、惑星の化学組成と温度構造の研究・特徴付けを行う。    | 4 年       |
| WFIRST                         | 2020年代半ば | ダークマターの研究のかたわらで系外惑星の探査と研究を行う。2,500個の系外惑星の発見を見込む。 | 6 年       |

### 提案中のミッション
- ATLAST（英語版）
- EXCEDE（英語版）
- FINESSE（英語版）
- HabEx
- HDST（英語版）
- LUVOIR
- ニュー・ワールド・ミッション（英語版）
- PEGASE（英語版）
- オリジンズ宇宙望遠鏡

### 中止
- ダーウィン
- EChO（英語版）
- エディントン（英語版）
- 宇宙干渉計ミッション（英語版）
- Terrestrial Planet Finder